# Sterling Heights (Michigan)
Sterling Heights ist mit 134.346 Einwohnern (Stand Volkszählung 2020) die zweitgrößte Stadt im Macomb County in Michigan, Vereinigte Staaten.  Das Motto der Stadt ist „To Strive on Behalf of All“.

## Geografie
Nach den Angaben des United States Census Bureaus hat die Stadt eine Fläche von 95,0 km², wovon 94,9 km² auf Land und 0,1 km² (= 0,14 %) auf Gewässer entfallen. Das Gebiet von Sterling Heights fällt in das Einzugsgebiet des Clinton River.
Sterling Heights liegt an der Michigan State Route 53 und an der Michigan State Route 59. Die M-53 teilt sich im Stadtgebiet in die Van Dyke Avenue und den Van Dyke Expressway, vereinigt beide aber nördlich der Stadt erneut und führt dann in Richtung The Thumb. Die M-59 bildet die nördliche Hauptverbindung zwischen dem Macomb County und dem Oakland County.
Im Uhrzeigersinn, beginnend im Westen grenzen die Orte Troy, Utica (Michigan), Shelby Township, Clinton Township, Warren und Fraser an Sterling Heights.

## Geschichte
Vor der Inkorporation im Jahr 1968 war Sterling Heights eine Township, die von 1836 bis 1838 als Jefferson Township und danach als Sterling Township bekannt war. Bis in die 1950er-Jahre hinein befand sich der Ort in einem landwirtschaftlich genutzten Gebiet, in dem man Rhabarber und andere Erzeugnisse erntete, die dann in Detroit verkauft wurden.
Es gab bereits ein kleines Dorf mit dem Namen Sterling in Michigan, und da ein Gesetz in Michigan die Verwendung eines gleichen Namens für mehrere inkorporierte Gemeinden untersagte, wurde aus der Sterling Township schließlich Sterling Heights. Gerald Donovan wurde der erste Bürgermeister der neuen City.

## Demografische Daten
Zum Zeitpunkt des United States Census 2000 bewohnten Sterling Height 124.471 Personen. Die Bevölkerungsdichte betrug 1311,6 Personen pro km². Es gab 47.547 Wohneinheiten, durchschnittlich 501,0 pro km². Die Bevölkerung Sterling Heights bestand zu 90,70 % aus Weißen, 1,30 % Schwarzen oder Afro-Amerikanern, 0,21 % Ureinwohnern, 4,92 % Asiaten, 0,04 % Einwanderern aus dem Pazifikraum, 0,34 % gaben an, anderen Rassen anzugehören und 2,50 % nannten zwei oder mehr Rassen. 1,34 % der Bevölkerung erklärten, Hispanos oder Latinos jeglicher Rasse zu sein.
Die Bewohner Sterling Heights verteilten sich auf 46.319 Haushalte, von denen in 32,9 % Kinder unter 18 Jahren lebten. 60,4 % der Haushalte stellten Verheiratete, 8,5 % hatten einen weiblichen Haushaltsvorstand ohne Ehemann und 27,9 % bildeten keine Familien. 24,1 % der Haushalte bestanden aus Einzelpersonen und in 8,5 % aller Haushalte lebte jemand im Alter von 65 Jahren oder mehr alleine. Die durchschnittliche Haushaltsgröße betrug 2,66 und die durchschnittliche Familiengröße 3,21 Personen.
Die Bevölkerung verteilte sich auf 24,1 % Minderjährige, 8,5 % 18–24-Jährige, 30,4 % 25–44-Jährige, 25,2 % 45–64-Jährige und 11,8 % im Alter von 65 Jahren oder mehr. Das Durchschnittsalter betrug 37 Jahre. Auf jeweils 100 Frauen entfielen 96,0 Männer. Bei den über 18-Jährigen entfielen auf 100 Frauen 92,6 Männer.
Das mittlere Haushaltseinkommen in Sterling Height betrug 60.494 US-Dollar und das mittlere Familieneinkommen erreichte die Höhe von 70.140 US-Dollar. Das Durchschnittseinkommen der Männer betrug 51.207 US-Dollar gegenüber 31.489 US-Dollar bei den Frauen. Das Pro-Kopf-Einkommen belief sich auf 24.958 US-Dollar. 5,2 % der Bevölkerung und 4,0 % der Familien hatten ein Einkommen unterhalb der Armutsgrenze, davon waren 6,6 % der Minderjährigen und 7,5 % der Altersgruppe 65 Jahre und mehr betroffen.
Die Bewohner der Stadt sind überwiegend Abkömmlinge von Polen (19,0 %), Deutschen (14,4 %), Italienern (12,5 %), Iren (5,7 %), Briten (5,0 %), Assyrer (auch Aramäer oder Chaldäer genannt) (4,8 %) und US-Amerikaner (4,0 %).
Von den im Ausland geborenen Einwohnern in Sterling Heights wurden die meisten im Irak geboren. Beim United States Census 2000 gaben 5059 Personen einen Geburtsort dort an. Auf den nächsten Rängen liegen Indien (1723 Personen), Italien (1442 Personen) und Polen (1427 Personen).

## Söhne der Stadt
- Shawn Chambers (* 1966), Eishockeyspieler
- Derian Hatcher (* 1972), Eishockeyspieler
- Shawn Hunwick (* 1987), Eishockeytorwart
- Mario Impemba, Sportkommentator
- Steven Juncaj (* 1998), Fußballspieler
- Kalin Lucas, Basketballspieler
- Greg Pateryn (* 1990), Eishockeyspieler

## Medien
In der Stadt gibt es zwei Zeitungen, den zu C & G Newspapers gehörenden Sterling Heights Sentry  und die zu Source Newspapers gehörende Sterling Heights Source . Es gibt zwei kommunale Fernsehsender, SHTV wird von der Stadtverwaltung betrieben und zeigt unter anderem die Sitzungen des Stadtrats, der andere wird von der Sterling Heights Public Library genutzt. Die Stadt betreibt auch einen Mittelwellensender und gibt ein mehrfach jährliches Magazin und einen Kalender heraus, der an alle Haushalte und Gewerbebetriebe verteilt wird.